# Philippi (Kapstadt)
Philippi ist eines der größten Townships in der City of Cape Town Metropolitan Municipality, Südafrika.

## Geografie
Der Ortsteil Philippi liegt in der Nähe des Flughafens Kapstadt. Er hatte im Jahr 2011 offiziell 200.603 Einwohner in 64.411 Haushalten. Davon waren 89 % Schwarze und 8 % Coloureds. 79 Prozent der Bewohner gaben 2011 isiXhosa als Muttersprache an.
Philippi liegt im Zentrum des Landschaftsraumes Cape Flats. Die östliche Siedlung Klipfontein gehört zum statistischen Bezirk Philippi. Der Südwesten von Philippi besteht aus landwirtschaftlich genutzten Flächen und Brachland, das Philippi-Farmland. In dem Gebiet wird ein großer Teil des in der Metropolgemeinde benötigten Gemüses angebaut.
| Manenberg         | Nyanga                                      | Crossroads |
| Philippi-Farmland | Kompassrose, die auf Nachbargemeinden zeigt | Mandalay   |
| Philippi-Farmland | Woodlands, Lentegeur, Mitchells Plain       | Mandalay   |

Philippi hat einen Haltepunkt an der Bonteheuwel Line der Metrorail Western Cape. Die innere Verkehrserschließung des Stadtteils erfolgt über die Govan Mbeki Road (M9) und die New Eisleben Road (M22) sowie davon abzweigende Nebenstraßen. Aufgrund der geologischen Gegebenheiten der Cape Flats gibt es hier noch Sandstraßen (Klipfontein).

## Geschichte
Das Township entstand in den 1980er Jahren als Siedlungsgebiet für Coloureds und gehört damit zu den jüngsten in der Region um Kapstadt. Philippi zählt zu den ärmsten Townships mit einer hohen HIV-Rate in Südafrika.

## Sehenswürdigkeiten
In Philippi gibt es nur wenige architektonische Sehenswürdigkeiten.
- Quartier Klipfontein, ländliche Gegend mit vielen großen Eukalyptusbäumen, Streusiedlung mit Sand- und Schotterstraßen
- ehemalige Klipfontein Methodist Mission (1849), heute Grundschule und Kirche
- Areal der Browns Farm als historischer Kern der Siedlung
- ehemalige deutsche Kirche (Evangelical Lutheran Church Philippi) an der Kreuzung Sheffield Road und Neu Eisleben Road mit einem kleinen Museum, ausgestellt ist auch eine Glocke der Glocken- und Bronce Giesserei Jacob J. Radler & Söhne aus Hildesheim[6]
- Philippi-Farmland, landwirtschaftliche Nutzung einer Dünenlandschaft